# Lidia
Lidia is een geslacht van spinnen uit de familie hangmatspinnen (Linyphiidae).

## Soorten
De volgende soorten zijn bij het geslacht ingedeeld:
- Lidia molesta (Tanasevitch, 1989)
- Lidia tarabaevi Saaristo & Marusik, 2004